# Яранская уездная земская управа
Яранская уездная земская управа — исполнительный орган Яранского уездного земского собрания Яранского уезда Вятской губернии Российской империи и Временного правительства.

## История
Яранская уездная земская управа была учреждена 8 марта 1867 года на основании «Положения о губернских и уездных земских учреждениях» от 1 января 1864 года, как исполнительный орган Яранского уездного земского собрания.
Уездное земство занималось следующими вопросами: народное образование, медицина, общественное призрение, сельское хозяйство, кустарные промыслы, ветеринария, устройство и содержание мест заключения, земских зданий, путей сообщения, обеспечение населения продовольствием и т. д. Приоритетным направлением деятельности земства стало развитие народного образования и системы здравоохранения.
Надзор за деятельностью управы осуществляли: до 1890 года – вятский губернатор, в 1890–1892 годах – губернское по земским делам присутствие, с 1892 года – губернское по земским и городским делам присутствие.
Упразднена 6 января 1918 года. Управа располагалась в Доме купцов Носовых, купленном земством 2 января 1889 года за 20 тыс. руб. После ликвидации земской управы в здании располагались советские уездные и районные органы власти, ныне — Администрация Яранского района и Яранского городского поселения.

## Главы

### Председатели
- Ведерников, Карп Матвеевич (1867—1870)
- Халтурин, Александр Данилович (1871—)
- Елькин, Иван Андреевич (—1873—)
- Коробов, Ермолай Демидович (—1875—)
- Елькин, Иван Андреевич (1878—1884—)
- Сметанин, Николай Гаврилович (—1893—)
- Калинин, Алексей Петрович (нач. 1890-х)
- Стародумов, Николай Павлович (1907—1912)
- Родигин, Дмитрий Степанович — последний

### Комиссары
- Родигин, Дмитрий Степанович (1917)
- Чемоданов, Герман Петрович (май 1917—январь 1918)